# Claudia Pulchra
Claudia Pulchra (* um 12 v. Chr.) war eine römische Adlige und Großnichte des Kaisers Augustus.
Claudia Pulchra war eine Enkelin von Augustus’ Schwester Octavia als Tochter von Claudia Marcella der Jüngeren aus deren zweiter, frühestens 13 v. Chr. geschlossener Ehe mit Marcus Valerius Messalla Appianus. Sie war eng befreundet mit ihrer Cousine 2. Grades Agrippina der Älteren. Verheiratet war sie als vermutlich dessen dritte Ehefrau mit Publius Quinctilius Varus, von dem sie einen Sohn, Quinctilius Varus, hatte. Im Jahr 9 n. Chr. fiel ihr Gatte in der berühmten Varusschlacht gegen Arminius, sie selbst wurde 26 n. Chr. ein Opfer der Hochverratsprozesse Seians. Claudia wurde von Gnaeus Domitius Afer wegen (angeblich) versuchter Vergiftung des Kaisers, Hexerei und Unzucht mit Furnius angeklagt. Laut Tacitus war das eigentliche Ziel dieser Anklage die im Volk beliebte Agrippina, die Witwe des Germanicus und Mutter der designierten Nachfolger von Kaiser Tiberius. Agrippina, die dies durchschaute, verwendete sich bei Tiberius für sie, wurde aber abgewiesen. Claudia und ihr angeblicher Liebhaber wurden verurteilt, während Domitius Afer Karriere machte. Auch ihr Sohn fiel im folgenden Jahr Seians und Domitius Afers Intrigen zum Opfer.